# بحران آل ثابت (حورة)
'

تعديل مصدري - تعديل

بحران ال ثابت هي إحدى قرى عزلة حوره بمديرية حورة التابعة لمحافظة حضرموت، بلغ تعداد سكانها 234 نسمة حسب تعداد اليمن لعام 2004.